# Moritz Grabbe
Moritz Grabbe (* 17. August 1981 in Hamburg) ist ein deutscher Schauspieler.

## Wirken
Grabbe verkörperte mehrere Charaktere in Kino- und TV-Produktionen. Unter anderem hat er im Malersaal des deutschen Schauspielhauses und im St.-Pauli-Theater gespielt.

## Filmografie
- 2001: Teenaged – Regie: Andreas Wuttke
- 2005: Die nach der großen Flut (TV) – Regie: Reymond Ley
- 2006: Vom Ende der Eiszeit (TV) – Regie: Christian Jeltsch
- 2006: Der Tote am Strand (TV) – Regie: Martin Enlen
- 2007: Moppel-Ich (TV) – Regie: Thomas Nennstiel
- 2008: Die Rote Zora – Regie: Peter Kahane
- 2008: Gunnar: A Student Burns Out – Regie: Jan Karpinski
- 2008: Leo und Marie: Eine Weihnachtsliebe – Regie: Rolf Schübel
- 2012: Zum Kuckuck mit der Liebe – Regie: Hajo Gies